# Постельниковы
Постельниковы — древний русский дворянский род.
Род внесён в VI часть дворянской родословной книги Черниговской, Ярославской и Тамбовской губерний.

## История рода
Предок рода, думный дворянин и наместник Обоянский — Иван Васильевич Постельников, за долгую службу жалован поместьями от царя Ивана IV Васильевича Грозного (1546). Дворяне Назар и Степан Постельниковы писаны в детях боярских и жалованы поместным окладом (1622).

## Описание герба
Щит разделён на четыре части, из которых в первой части, в голубом поле, изображена выходящая с правой стороны из облака рука с мечом (польский герб Малая Погоня). Во второй части, в серебряном поле, красная крепость. В третьей части, в золотом поле, корабль с распущенными парусами, плывущий по морю. В четвёртой части, в голубом поле, древесная ветвь, означенная золотом. Щит увенчан дворянским коронованным шлемом. Намёт на щите красный и голубой, подложенный серебром и золотом. Щитодержатели: два льва с обращенными головами в сторону.